# ماركو بوس
ماركو بوس (بالهولندية: Marco Bos)‏ هو دراج هولندي، ولد في 5 يوليو 1979 في Roden, Netherlands ‏ في هولندا.

## وصلات خارجية
- ماركو بوس على موقع الاتحاد الدولي للدراجات (الإنجليزية)
- ماركو بوس على موقع أرشيف الدراجات (الإنجليزية)
- ماركو بوس على موقع إحصائيات الدراجات الإحترافية (الإنجليزية)
- ماركو بوس على موقع نسبة الدراجات (الإنجليزية)